# Walter Graessner
Walther Graessner född 31 januari 1891 i Magdeburg död 16 juli 1943 vid militärsjukhuset i Troppau (Opava i Tjeckien). Tysk militär. Graessner befordrades till generalmajor i oktober 1939 och till general i infanteriet i juni 1942. Han erhöll Riddarkorset av järnkorset i oktober 1941.
Graessner var
- befälhavare för ersättningstrupperna vid XVII. Armeekorps och XVII. militärdistriktet juli - november 1939
- befälhavare för division 187 november 1939 – februari 1940
- befälhavare för 298. Infanterie-Division februari 1940 – december 1941
- befälhavare för XII. Armeekorps februari 1942 - februari 1943
- till överbefälhavarens förfogande februari – juli 1943 då han avled.